# Cheilopogon rapanouiensis
Cheilopogon rapanouiensis är en fiskart som beskrevs av Parin, 1961. Cheilopogon rapanouiensis ingår i släktet Cheilopogon och familjen Exocoetidae. IUCN kategoriserar arten globalt som livskraftig. Inga underarter finns listade i Catalogue of Life.